# Felsenmeermuseum
Das Felsenmeermuseum ist ein 1989 eröffnetes Heimatmuseum in Hemer. Es ist in der 1902 gebauten, unter Denkmalschutz stehenden Villa Grah im Stadtteil Sundwig untergebracht und nach dem benachbarten Felsenmeer benannt worden. Das Museum gibt einen Einblick in die Geschichte des Felsenmeeres, in dem schon vor mehr als tausend Jahren Eisenerz abgebaut wurde. Weitere Themen sind die Industrie- und Stadtgeschichte Hemers.
Träger des Museums ist der Bürger- und Heimatverein Hemer, der schon in den 1960er-Jahren über die Einrichtung eines Heimatmuseums diskutierte. Erst knapp 30 Jahre später waren ein passendes Gebäude und genügend Exponate gefunden, so dass das Museum eingerichtet werden konnte.

## Themen
Das Felsenmeermuseum konzentriert sich im Bereich der Industriegeschichte Hemers auf den Bergbau im Felsenmeer Hemer sowie die Metallverarbeitung. Neben Modellen und Tafeln ist ein erhaltener Rennfeuerofen ausgestellt. Eine Drahtrolle und ein Messingwerk sind als Modelle zu sehen. Die Papierindustrie thematisieren die Museumsbetreiber ebenfalls. Produkte bekannter Hemeraner Firmen zeigen die derzeitige Industriestruktur der Stadt.
Im Gebiet der Erdgeschichte steht die Entstehung der Hemeraner Höhlen und des Felsenmeers im Mittelpunkt. Zusätzlich finden sich hier Exponate, wie Knochenfunde, aus der Früh- und Vorzeit des Raumes Hemer.
Der Themenschwerpunkt Stadtgeschichte reicht von einer Rekonstruktion eines Frankengrabes aus dem 7. Jahrhundert bis zu Exponaten über den Nationalsozialismus in Hemer. Wesentliche Teile eines Münzfundes mit über 3.500 Einzelstücken, der 1949 bei Ausschachtungsarbeiten in Westig Aufsehen erregte, sind ausgestellt. Einige Ausstellungsstücke widmen sich der Herkunft der Vertriebenen.
Über die Lebensgeschichten der Hemeraner Friedrich Leopold Woeste, Willibrord Benzler und Hans Prinzhorn wird im Museum ebenfalls informiert, unter anderem in Form eines Prinzhorn-Archivs, das weitgehend aus Kopien besteht.